# Mutex
In informatica un mutex (contrazione dell'inglese mutual exclusion, lett. "mutua esclusione") è un oggetto virtuale utilizzato per implementare l'omonimo meccanismo di sincronizzazione tra processi che concorrono per l'utilizzo di una risorsa condivisa.
Questo concetto riveste importanza fondamentale nella programmazione parallela e soprattutto nei sistemi transazionali.

## Descrizione
Per realizzare l'esclusione mutua si assegna a un oggetto o porzione di programma (sezione critica) un elemento che va sempre controllato prima che un altro processo o thread possa eseguire istruzioni sull'oggetto stesso. Se un processo o thread sta già accedendo all'oggetto, tutti gli altri devono aspettare che il primo finisca. Gli oggetti mutex utilizzati per coordinare processi diversi devono essere di per sé accessibili a tutti i processi coinvolti, il che implica necessariamente l'uso di memoria condivisa, oppure gestita direttamente dal sistema operativo.
Per realizzare ciò, la procedura di utilizzo di una risorsa critica deve essere strutturata nelle seguenti fasi:
1. Richiesta
2. Sezione Critica
3. Rilascio

All'avvio, mediante la fase di richiesta, il processo verifica se un altro processo sta utilizzando la sezione critica. Al termine, mediante la fase di rilascio, il processo segnala che la risorsa critica utilizzata è libera e dunque utilizzabile da un altro processo.
Affinché sia possibile la mutua esclusione occorrono sei condizioni:
1. un solo Processo o Thread accede alla sezione critica;
2. nessun processo può bloccarsi in sezione critica;
3. non ci sono deadlock (stallo) e starvation;
4. non viene fatta nessuna assunzione sulla velocità dei processi;
5. nessun processo fuori dalla sezione critica può impedire a un altro di entrare;
6. l'accesso alla sezione critica è consentito in un tempo definito.

## Implementazioni
L'implementazione più comune dei mutex fa uso di monitor, ma lo stesso risultato si può ottenere anche per mezzo di semplici lock o semafori; un mutex può essere visto come caso particolare di semaforo inizializzato a uno. Spesso è possibile migliorare la tecnica di accesso con l'ausilio di lock read/write che consentono un numero illimitato di accessi in lettura e uno solo in scrittura. Questa tecnica è impiegata soprattutto per regolare l'accesso ai file e alle banche dati.
Per implementare un mutex in maniera efficiente è necessario che il sistema operativo offra uno scheduler adatto. Senza questa predisposizione, e in particolare su molti sistemi operativi real-time, bisogna ricorrere a spinlock che purtroppo riducono l'efficienza del multitasking poiché utilizzano il processore durante le attese.

### Supporto
Alcuni linguaggi di programmazione offrono la tecnica mutex come parte del linguaggio stesso, in particolare Rust, Ada, Java e i linguaggi di programmazione .NET. Per quasi tutti gli altri linguaggi esistono librerie che implementano il sistema mutex. Questo può essere integrato come parte dell'API o dell'ambiente runtime.

## Problemi
L'esclusione reciproca comporta il rischio di deadlock, situazione in cui più task si bloccano vicendevolmente e nessuno può più proseguire (starvation). Il problema dei filosofi a cena è un esempio di questa circostanza. Esistono algoritmi speciali per aggirare questo inconveniente (algoritmo di Peterson, algoritmo di Dekker) che si può facilmente evitare ponendo cura alla programmazione.